# Матеус Салдања
Матеус Бонифасио Салдања Марињо (порт. Matheus Bonifácio Saldanha Marinho; Убераба, 19. август 1999), познатији као Матеус Салдања, бразилски је фудбалер који тренутно наступа за Ференцварош.

## Каријера
У млађим узрастима, Салдања је наступао за Сантос, Аудакс и Баију. За млади тим Баије је најпре играо као уступљени играч, док је 2019. потписао трогодишњи уговор с клубом. За први тим је дебитовао 23. јануара, а први погодак постигао 9. фебруара следеће године. У бразилској Серији А дебитовао је 12. августа 2020, ушавши у игру с клупе за резервне фудбалере на сусрету с Коритибом. Наредног месеца постигао је свој први погодак у том такмичењу, против екипе Коринтијанса. Почетком 2021. отишао је у јапански Џеф јунајтед и ту најпре на позајмици провео годину дана. Џеф јунајтед је након тога откупио његов уговор, а затим га средином 2022. проследио кинеском Ченгду Ронгченгу. Био је на позајмици и у Нефчију из Бакуа.
Крајем јула 2023. године, Салдања је представљен као нови фудбалер Партизана. Медији су пренели да је вредност трансфера износила милион и триста хиљада евра, док је играч изабрао дрес са бројем 11 који је претходно носио Рикардо Гомес. Салдања је дебитовао на отварању такмичарске 2023/24. у Суперлиги Србије, ушавши у игру током другог полувремена сусрета са ТСЦ-ом у Бачкој Тополи. Непосредно након тога изнудио је једанаестерац за свој тим који није реализован, док је у 79. минуту постигао погодак. У 171. вечитом дербију одиграном 20. децембра 2023. постигао је други гол у неочекиваној победи Партизана 2:1.
2. септембра 2024. године потписао је за мађарски Ференцварош у трансферу вредном 4 милиона евра.

## Статистика

### Клупска
Ажурирано 23. децембра 2023.
| Клуб                          | Сезона   | Лига                      | Лига | Лига | Савезна лига | Савезна лига | Куп | Куп | Континентално | Континентално | Остало | Остало | Укупно | Укупно |
| Клуб                          | Сезона   | Дивизија                  |      | Гол  |              | Гол          |     | Гол |               | Гол           |        | Гол    |        | Гол    |
| ----------------------------- | -------- | ------------------------- | ---- | ---- | ------------ | ------------ | --- | --- | ------------- | ------------- | ------ | ------ | ------ | ------ |
|                               |          |                           |      |      |              |              |     |     |               |               |        |        |        |        |
| Баија                         | 2020.    | Серија А Бразила          | 17   | 2    | 12           | 1            | 0   | 0   | 2             | 0             | 3      | 0      | 34     | 3      |
|                               |          |                           |      |      |              |              |     |     |               |               |        |        |        |        |
| Џеф јунајтед Чиба (позајмица) | 2021.    | Џеј 2 лига                | 31   | 3    | —            | —            | 1   | 0   | —             | —             | —      | —      | 32     | 3      |
| Џеф јунајтед Чиба             | 2021.    | Џеј 2 лига                | 16   | 1    | —            | —            | 0   | 0   | —             | —             | —      | —      | 16     | 1      |
| Џеф јунајтед Чиба             | Укупно   | Укупно                    | 47   | 4    | —            | —            | 1   | 0   | —             | —             | —      | —      | 48     | 4      |
|                               |          |                           |      |      |              |              |     |     |               |               |        |        |        |        |
| Ченгду Ронгченг (позајмица)   | 2022.    | Суперлига Кине            | 19   | 3    | —            | —            | 0   | 0   | —             | —             | —      | —      | 19     | 3      |
|                               |          |                           |      |      |              |              |     |     |               |               |        |        |        |        |
| Нефчи Баку (позајмица)        | 2022.    | Премијер лига Азербејџана | 17   | 5    | —            | —            | 3   | 0   | —             | —             | —      | —      | 20     | 5      |
|                               |          |                           |      |      |              |              |     |     |               |               |        |        |        |        |
| Партизан                      | 2023/24. | Суперлига Србије          | 18   | 14   | —            | —            | 2   | 0   | 4             | 1             | —      | —      | 24     | 15     |
|                               |          |                           |      |      |              |              |     |     |               |               |        |        |        |        |
| Ференцварош                   | 2024/25  | NB I                      | 16   | 7    |              |              | 1   | 2   | 10            | 1             |        |        | 27     | 10     |
| Каријера                      | Каријера | Каријера                  | 134  | 35   | 12           | 1            | 7   | 2   | 16            | 2             | 3      | 0      | 172    | 40     |